# ظلمت
ظلمت (ایتالیایی: Tenebrae) یک فیلم ترسناک جالوی ایتالیایی به کارگردانی داریو آرجنتو محصول سال ۱۹۸۲ است.

## بازیگران
- آنتونی فرنسیوسا
- جان ساکسون
- داریا نیکولودی
- میرلا دی آنجلو
- ورونیکا لاریو
- اوا رابینز
- جان استاینر
- لارا وندل
- جولیانو جما
- انیو گیرولامی
- مارینو مازه
- داریو آرجنتو
- لامبرتو باوا
- آنیا پیرونی
- کریستیان بورومئو
- فولویو مینگوتسی